# Bratačić
Bratačić es un pueblo ubicado en la municipalidad de Osečina, en el distrito de Kolubara, Serbia.

## Superficie
Posee una superficie de 6,817 kilómetros cuadrados.

## Demografía
Hasta 2011 la población era de 261 habitantes, con una densidad de población de 38,29 habitantes por kilómetro cuadrado.